# Petrus Laurentius Torfs
 Petrus Laurentius Torfs (Kontich, 27 juni 1845 – Lint,  24 december 1922) was een Belgisch politicus. Hij was burgemeester van Lint.

## Levensloop
Petrus Laurentius Torfs was aannemer.  Hij werd op 1 augustus 1908 benoemd tot burgemeester van Lint als opvolger van Ludovicus Torfs, die ontslag had genomen. Voordien was hij schepen van Lint. Hij bleef burgemeester tot zijn dood in 1922.